# Joaquín Sabina y Viceversa en directo
Joaquín Sabina y Viceversa en directo è un album dal vivo del cantautore spagnolo Joaquín Sabina, pubblicato nel 1986.

## Tracce

### CD 1
1. Ocupen su localidad – 3:41
2. Cuando era más joven – 4:31
3. Princesa (con J.A. Muriel) – 3:50
4. Hay mujeres... (con Jaume Sisa) – 5:00
5. Zumo de neón – 3:07
6. El joven aprendiz de pintor – 3:50
7. ¿Como decirte, como contarte? (con Javier Martínez) – 4:15
8. Tratado de impaciencia Nº11 – 2:37
9. Que demasiao? (con J.R. Ripoll) – 3:31
10. Juana la loca – 6:00

### CD 2
1. Calle melancolía – 4:20
2. Pongamos que hablo de Joaquín (Luis Eduardo Aute) – 3:26
3. Caballo de cartón – 4:45
4. Cuervo ingenuo (con Javier Krahe) – 4:05
5. Whisky sin soda (con Hilario Camacho) – 4:27
6. Rebajas de enero (con Javier Martínez) – 3:41
7. Adiós adiós!! (con Javier Gurruchaga) – 3:30
8. Pisa el acelerador (con Javier Gurruchaga) – 2:51
9. Pongamos que hablo de Madrid (con Antonio Sánchez) – 3:56
10. Eh, Sabina!! – 3:16
11. Despedida – 1:26